# Néoules
Néoules település Franciaországban, Var megyében. Lakosainak száma 2956 fő (2022. január 1.). Néoules Cuers, Garéoult, Méounes-lès-Montrieux, Rocbaron és La Roquebrussanne községekkel határos.

## Népesség
A település népességének változása:
| Lakosok száma | 2573 | 2651 | 2744 | 2712 | 2770 | 2828 | 2887 | 2925 | 2956 |
|               | 2013 | 2015 | 2016 | 2017 | 2018 | 2019 | 2020 | 2021 | 2022 |